# 하리마노쓰보네
하리마노츠보네(일본어: 播磨局 はりまのつぼね[*])는 가마쿠라 시대 중기에 살은 무가 여성이다. 히젠국 아마쿠사군의 무사 아마쿠사 타네아리의 적자이다. 이름은 오오쿠라노 오오이코 (大蔵太子)이다.

## 약력
다자이후 재청관인 오오쿠라씨의 흐름을 갖고 있는 아버지 타네아리는 아마쿠사 시모시마의 개발영주였지만, 조에이 2년 (1233년), 그 중 본령에 해당하는 혼도지마 (현 구마모토현 아마쿠사시 혼도마치 주변)의 지토직을 적녀였던 하리마노츠보네에게 상속시켜, 아마쿠사씨의 총령으로 삼았다. 고안 4년 (1281년), 고안의 역 때에는 하리마노츠보네 스스로 출진해, 스와 명신의 영험에 의해 무운을 얻었기 때문에, 고안 6년 (1283년), 스와타이샤로부터 분령해 영내에 혼도 스와 신사를 건립했다. 또한, 아버지의 보리사로는 신개지인 카메가와에 라이에이지를 건립하고 사령을 기진하였다. 자식은 없고, 조카 타네마스를 양사자로 하여, 아마쿠사씨 소령을 상속시켰다. 타네마스도 고안의 역으로 무공을 세워, 아마쿠사 다이부에 임명되었다고 한다.